# Jüdische Gemeinde Faulquemont

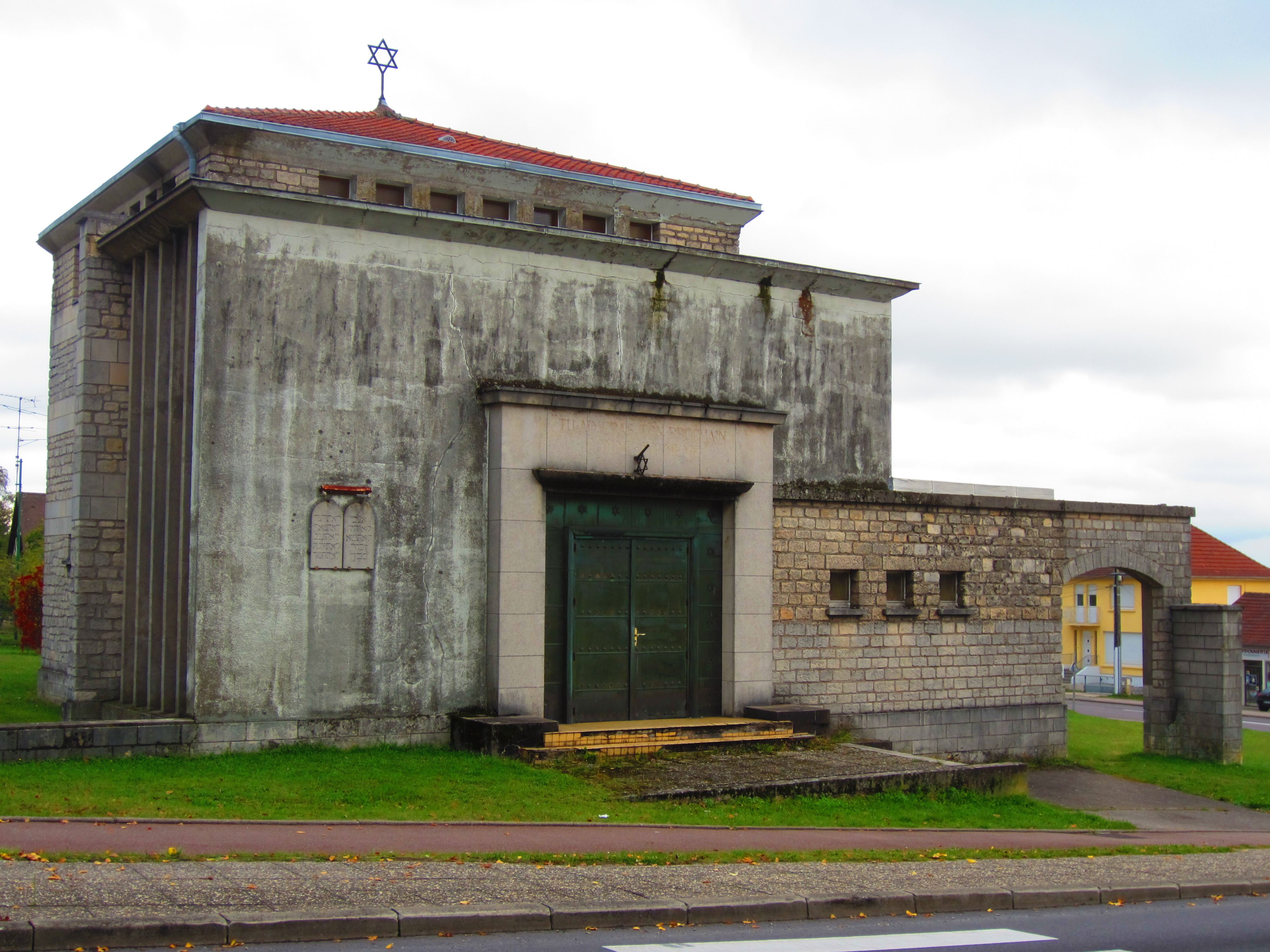
Synagoge in Faulquemont

Eine Jüdische Gemeinde in Faulquemont, einer französischen Stadt im Département Moselle in Lothringen, bestand spätestens seit dem 19. Jahrhundert.

## Geschichte
Die jüdische Gemeinde von Faulquemont errichtete 1900 ihre erste Synagoge, an der Stelle des heutigen Postgebäudes. Im Jahr 1940 wurde die Synagoge von den deutschen Besatzern zerstört. 
Im Jahr 1962 wurde eine neue Synagoge in der Avenue André Viaud erbaut, die heute nicht mehr für den Gottesdienst genutzt wird. Die jüdische Gemeinde gehörte zum israelitischen Konsistorialbezirk Metz, der seit 1808 besteht.